# Coventry Rugby Football Club
Maillots
Actualités
Coventry Rugby Football Club  est un club de rugby anglais fondé en 1874 et basé à Coventry. Il joue actuellement en RFU Championship, c’est-à-dire la deuxième division anglaise.

## Histoire
Le Coventry RFC est fondé en 1874. 
Le club joue en RFU Championship depuis 2018.

## Palmarès
- Coupe d'Angleterre :
  - Vainqueur (2) : 1973 et 1974.
- Championnat d'Angleterre de 3e division :
  - Vainqueur (3) : 1994, 1996 et 2018

## Joueurs célèbres
- Fran Cotton
- Shaun Perry
- David Duckham
- Zinzan Brooke
- Danny Grewcock
- Geoff Evans
- Phil Judd, George Cole, Bill Gittings, Peter Rossborough, John Barton, Barry Ninnes, Keith Fairbrother, Peter Preece, Alan Cowman, Graham Robbins, John Gray, Brian Holtn, Steve Thomas